# 望城站
望城站位于湖南省长沙市望城区月亮岛街道，为石长铁路的中间站。曾有将本站改建为客运站的计划，现已取消建设。

## 规划历史
2009年6月石长铁路复线工程启动，建设起止年限为2009年至2012年。规划内容包括新建石长复线264公里，其中长沙段60公里以及配套的长沙西客站。
2011年，长沙西站正式选址于望城区月亮岛街道，计划建成为长沙市湘江以西最大的火车客运站，规划站房面积达8000平方米较此前提升20倍，近期按2台5线，远期按4台8线建设，并同时西移望城站。使两站客货搭配，计划成为此后大河西先导区重要的物流基地和客流集散地，并推动长沙现代物流业、商贸服务业的发展。
原计划2012年完成的石长铁路复线改造工程，最终于2016年11月18日全面竣工。因规划调整，长沙西站暂时搁置未随复线工程如期建成，望城站也未进行西移。
直到2017年规划确定，原长株潭城际铁路湘江西站被定位为国家级对外交通枢纽与城市轨道换乘中心相结合的复合型交通枢纽，并于2017年12月1日起正式更名为长沙西站，同时原名长沙西站处于待建状态的本站更名为望城站，原望城站更名为望城西站。
2018年10月，连接长株潭城际铁路长沙西站与石长铁路乌山站的乌山联络线正式开工，望城站已失去修建的必要。2018年11月14日，长沙市铁路建设办公室在长沙市人民政府网站市长信箱回复市民来信中说明，中国铁路总公司已明确“结合长沙铁路枢纽布局调整和工程具体情况，不再实施扩建工程”。